# 陈绍军
陈绍军（1952年10月—），福建福鼎人，汉族，中华人民共和国政治人物，全国政协常务委员，中国农工民主党党员。曾担任十一届全国政协常务委员、农工党中央常委、福建省委主委。
1981年9月，毕业于福建农学院，获遗传育种专业硕士学位。1988年9月，南京农业大学作物品质遗传育种专业博士毕业。
1993年，任福建农业大学食品科学系副主任。1994年7月，任硕士生导师。1994年10月，任福建农业大学食品科学系主任。1997年，任福建农业大学教授。2000年10月，任福建农林大学副校长。
2007 年 6 月当选农工党福建省委主委。2008年，当选第十一届全国政协常务委员，代表中国农工民主党，分入第十组。
2008年5月，任福建省农业厅厅长。2012年8月16日，当选农工党福建省第十一届委员会主任委员。2013年1月27日至2018年1月，任政协福建省第十一届委员会副主席。
2018年8月，任福建省残联第七届主席团名誉副主席。